# Coupe du monde d'athlétisme 2018
Pour les articles homonymes, voir Coupe du monde d'athlétisme.
L'édition inaugurale de la Coupe du monde d'athlétisme se déroule les 14 et 15 juillet 2018 à Londres, au Royaume-Uni, au sein du Stade olympique.
La compétition oppose huit nations : le Royaume-Uni, les États-Unis, la France, la Pologne, la Chine, l'Allemagne, la Jamaïque et l'Afrique du sud, chaque pays ayant un représentant masculin et féminin. La compétition se déroule lors de deux sessions nocturnes et les épreuves se disputent sous la forme d'une finale directe.
La compétition est remportée par l'équipe des États-Unis, devant la Pologne et le Royaume-Uni.
Bien que cette Coupe ne soit pas organisée par l'IAAF et coïncide avec la Coupe continentale d'athlétisme de 2018, la fédération internationale ne s'y pas opposée, alors même que sa tenue coïncide aussi avec la Coupe du monde de football et les finales de Wimbledon.

## Nations participantes
- Royaume-Uni
- États-Unis
- France
- Pologne
- Chine
- Allemagne
- Jamaïque
- Afrique du Sud

## Épreuves
En 2018, la compétition comprend 34 épreuves (17 masculines et 17 féminines) : 
| Date →            | 14 juillet | 14 juillet | 15 juillet | 15 juillet | 15 juillet |
| Épreuve ↓         | Hommes     | Femmes     | Hommes     | Femmes     | Femmes     |
| ----------------- | ---------- | ---------- | ---------- | ---------- | ---------- |
| 100 m             |            | •          | •          |            |            |
| 200 m             | •          |            |            | •          |            |
| 400 m             |            | •          | •          |            |            |
| 800 m             | •          |            |            | •          |            |
| 1 500 m           |            | •          | •          |            |            |
| 100 m haies       |            |            |            | •          |            |
| 110 m haies       | •          |            |            |            |            |
| 400 m haies       |            | •          | •          |            |            |
| 4 × 100 m         | •          |            |            | •          |            |
| 4 × 400 m         |            | •          | •          |            |            |
| Saut en longueur  |            | •          | •          |            |            |
| Triple saut       | •          |            |            | •          |            |
| Saut en hauteur   | •          |            |            | •          |            |
| Saut à la perche  |            | •          | •          |            |            |
| Lancer du poids   | •          |            |            | •          |            |
| Lancer du disque  | •          |            |            | •          |            |
| Lancer du marteau |            | •          | •          |            |            |
| Lancer du javelot |            | •          | •          |            |            |

## Dotation
La dotation globale est de 1,6 million d'euros.

## Compétition

### Tableau synthétique des résultats
| Place  | 1er | 2e | 3e | 4e | 5e | 6e | 7e | 8e |
| Points | 8   | 7  | 6  | 5  | 4  | 3  | 2  | 1  |

| Épreuve              | Épreuve | USA | FRA | POL | JAM | GBR | RSA | GER | CHN |
| -------------------- | ------- | --- | --- | --- | --- | --- | --- | --- | --- |
| 100 mètres           | H       |     |     |     |     |     |     |     |     |
| 100 mètres           | F       | 8   | 3   | 4   | 7   | 5   | 6   | 1   | 2   |
| 200 mètres           | H       | 6   | 4   | 2   | 5   | 3   | 7   | 1   | 8   |
| 200 mètres           | F       |     |     |     |     |     |     |     |     |
| 400 mètres           | H       |     |     |     |     |     |     |     |     |
| 400 mètres           | F       | 4   | 7   | 6   | 8   | 5   | 3   | 2   | 0   |
| 800 mètres           | H       | 8   | 7   | 5   | 2   | 6   | 3   | 4   | 1   |
| 800 mètres           | F       |     |     |     |     |     |     |     |     |
| 1 500 mètres         | H       |     |     |     |     |     |     |     |     |
| 1 500 mètres         | F       | 7   | 4   | 8   | 0   | 6   | 3   | 5   | 0   |
| 100/110 mètres haies | H       | 6   | 8   | 3   | 7   | 0   | 5   | 2   | 4   |
| 100/110 mètres haies | F       |     |     |     |     |     |     |     |     |
| 400 mètres haies     | H       |     |     |     |     |     |     |     |     |
| 400 mètres haies     | F       | 4   | 6   | 3   | 8   | 7   | 5   | 2   | 0   |
| 4 x 100 mètres       | H       | 8   | 4   | 2   | 7   | 1   | 6   | 5   | 3   |
| 4 x 100 mètres       | F       |     |     |     |     |     |     |     |     |
| 4 x 400 mètres       | H       |     |     |     |     |     |     |     |     |
| 4 x 400 mètres       | F       | 8   | 6   | 7   | 5   | 4   | 2   | 3   | 0   |
| Saut en hauteur      | H       | 8   | 2   | 3   | 0   | 4   | 5   | 6   | 7   |
| Saut en hauteur      | F       |     |     |     |     |     |     |     |     |
| Saut à la perche     | H       |     |     |     |     |     |     |     |     |
| Saut à la perche     | F       | 7   | 6   | 3   | 0   | 8   | 0   | 5   | 4   |
| Saut en longueur     | H       |     |     |     |     |     |     |     |     |
| Saut en longueur     | F       | 7   | 4   | 2   | 6   | 8   | 1   | 3   | 5   |
| Triple saut          | H       | 7   | 6   | 8   | 1   | 7   | 2   | 4   | 5   |
| Triple saut          | F       |     |     |     |     |     |     |     |     |
| Lancer du poids      | H       |     |     |     |     |     |     |     |     |
| Lancer du poids      | F       | 7   | 4   | 8   | 6   | 2   | 5   | 3   | 0   |
| Lancer du disque     | H       | 4   | 6   | 3   | 8   | 2   | 7   | 5   | 0   |
| Lancer du disque     | F       |     |     |     |     |     |     |     |     |
| Lancer du marteau    | H       |     |     |     |     |     |     |     |     |
| Lancer du marteau    | F       | 3   | 6   | 8   | 1   | 7   | 2   | 4   | 5   |
| Lancer du javelot    | H       |     |     |     |     |     |     |     |     |
| Lancer du javelot    | F       | 7   | 4   | 2   | 1   | 3   | 8   | 5   | 6   |
| Pays                 | Pays    | USA | FRA | POL | JAM | GBR | RSA | GER | CHN |
| Total                | Total   | 109 | 85  | 77  | 77  | 74  | 73  | 58  | 46  |

### Podiums

#### Hommes
| Épreuves | Or                                                                                       | Argent                                                                              | Bronze                                                                                  |
| --- | ---------------------------------------------------------------------------------------- | ----------------------------------------------------------------------------------- | --------------------------------------------------------------------------------------- |
| 100 m (vent : + 0,3 m/s) | Tyquendo Tracey 10 s 03 (PB)                                                             | Kendal Williams 10 s 05                                                             | Simon Magakwe 10 s 11                                                                   |
| 200 m (vent : - 1,1 m/s) | Xie Zhenye 20 s 25                                                                       | Luxolo Adams 20 s 45                                                                | Ameer Webb 20 s 51                                                                      |
| 400 m | Paul Dedewo 44 s 48 (PB)                                                                 | Derrick Mokaleng 45 s 48                                                            | Ludvy Vaillant 45 s 64                                                                  |
| 800 m | Clayton Murphy 1 min 46 s 52                                                             | Adam Kszczot 1 min 46 s 98                                                          | Elliot Giles 1 min 47 s 40                                                              |
| 1 500 m | Marcin Lewandowski 3 min 52 s 88                                                         | Timo Benitz 3 min 53 s 11                                                           | Neil Gourley 3 min 53 s 24                                                              |
| 110 m haies (vent : + 1,0 m/s) | Pascal Martinot-Lagarde 13 s 22 (SB)                                                     | Ronald Levy 13 s 30                                                                 | Devon Allen 13 s 36                                                                     |
| 400 m haies | Kenny Selmon 48 s 97                                                                     | Patryk Dobek 49 s 02                                                                | Dai Greene 49 s 48                                                                      |
| 4 × 100 m | États-Unis Jeff Demps Kendal Williams Obi Igbokwe Cameron Burrell 38 s 42                | Jamaïque Javoy Tucker Nesta Carter Kenroy Anderson Tyquendo Tracey 38 s 52          | Afrique du Sud Antonio Alkana Simon Magakwe Roscoe Engel Luxolo Adams 38 s 53           |
| 4 × 400 m | États-Unis Nathan Strother Obi Igbokwe Paul Dedewo Kahmari Montgomery 2 min 59 s 78 (SB) | Pologne Dariusz Kowaluk Rafał Omelko Mateusz Rzeźniczak Karol Zalewski 3 min 2 s 80 | Allemagne Johannes Trefz Torben Junker Fabian Dammermann Patrick Schneider 3 min 3 s 16 |
| Saut en hauteur | Jeron Robinson 2,30 m                                                                    | Wang Yu 2,27 m                                                                      | Tobias Potye 2,24 m                                                                     |
| Saut à la perche | Sam Kendricks 5,83 m                                                                     | Raphael Holzdeppe 5,75 m                                                            | Axel Chapelle 5,65 m                                                                    |
| Saut en longueur | Luvo Manyonga 8,51 m                                                                     | Zack Bazile 8,30 m                                                                  | Ramone Bailey 8,13 m                                                                    |
| Triple saut | Karol Hoffmann 16,74 m (SB)                                                              | Donald Scott 16,73 m                                                                | Kevin Luron 16,67 m                                                                     |
| Lancer du poids | Michał Haratyk 21,95 m                                                                   | Darrell Hill 21,43 m                                                                | O'Dayne Richards 20,05 m                                                                |
| Lancer du disque | Fedrick Dacres 65,32 m                                                                   | Victor Hogan 63,73 m                                                                | Lolassonn Djouhan 63,48 m                                                               |
| Lancer du marteau | Wojciech Nowicki 77,94 m                                                                 | Nick Miller 76,14 m                                                                 | Quentin Bigot 74,98 m                                                                   |
| Lancer du javelot | Julian Weber 82,80 m                                                                     | Marcin Krukowski 80,25 m                                                            | Curtis Thompson 75,47 m                                                                 |
| Records et Performances - AR : Record continental (area record) - CR : Record des championnats (championship record) - MR : Record du meeting (meet record) - NR : Record national (national record) - OR : Record olympique (olympic record) - PR : Record paralympique (paralympic record) - PB : Record personnel (personal best) - SB : Meilleure performance personnelle de la saison (season's best) - WL : Meilleure performance mondiale de l'année (world leader) - WJR : Record du monde junior (world junior record) - WR : Record du monde (world record) Circonstances et Conditions - DNF : N'a pas terminé (did not finish) - DNS : N'a pas pris le départ (did not start) - DQ : Disqualification (disqualification) - NM : Aucun essai valable enregistré (No Mark) - Q : Qualifié « directement » au prochain tour (ou à la prochaine compétition), lors d'une compétition majeure, grâce au classement ou à la réalisation des minima (automatic qualifier) - q : Qualifié au prochain tour (ou à la prochaine compétition), lors d'une compétition majeure, grâce au repêchage ou à la réalisation de l'une des meilleures performances parmi celles des « non qualifiés directement » (grâce au meilleur temps ou à la meilleure distance par exemple) (secondary qualifier) |                                                                                          |                                                                                     |                                                                                         |

#### Femmes
| Épreuves | Or                                                                                       | Argent                                                                                     | Bronze                                                                                  |
| --- | ---------------------------------------------------------------------------------------- | ------------------------------------------------------------------------------------------ | --------------------------------------------------------------------------------------- |
| 100 m (vent : 0,0 m/s) | Ashley Henderson 11 s 07                                                                 | Elaine Thompson 11 s 09                                                                    | Carina Horn 11 s 21                                                                     |
| 200 m | Shericka Jackson 22 s 35                                                                 | Jenna Prandini 22 s 45                                                                     | Beth Dobbin 22 s 95                                                                     |
| 400 m | Stephenie Ann McPherson 50 s 98                                                          | Floria Gueï 51 s 84                                                                        | Justyna Święty-Ersetic 51 s 89                                                          |
| 800 m | Raevyn Rogers 2 min 0 s 20                                                               | Adelle Tracey 2 min 1 s 05                                                                 | Simoya Campbell 2 min 1 s 59                                                            |
| 1 500 m | Sofia Ennaoui 4 min 7 s 66                                                               | Rachel Schneider 4 min 8 s 04 (SB)                                                         | Jemma Reekie 4 min 9 s 05 (PB)                                                          |
| 100 m haies | Rikenette Steenkamp 12 s 88                                                              | Jeanine Williams 12 s 95                                                                   | Queen Harrison 12 s 99                                                                  |
| 400 m haies | Janieve Russell 55 s 10                                                                  | Meghan Beesley 55 s 90                                                                     | Aurélie Chaboudez 56 s 23 (SB)                                                          |
| 4 × 100 m | Royaume-Uni Asha Philip Imani-Lara Lansiquot Bianca Williams Shannon Hylton 42 s 52      | Jamaïque Shelly-Ann Fraser-Pryce Shericka Jackson Jonielle Smith Tissanna Hickling 42 s 60 | Chine Liang Xiaojing Wei Yongli Ge Manqi Yuan Qiqi 42 s 94                              |
| 4 × 400 m | États-Unis Brionna Thomas Jasmine Blocker Kiana Horton Courtney Okolo 3 min 24 s 28 (SB) | Jamaïque Christine Day Janieve Russell Tiffany James Stephenie Ann McPherson 3 min 24 s 29 | France Elea-Mariama Diarra Déborah Sananes Cynthia Anaïs Floria Gueï 3 min 25 s 91 (SB) |
| Saut en hauteur | Vashti Cunningham 1,96 m                                                                 | Morgan Lake 1,93 m                                                                         | Prisca Duvernay 1,83 m                                                                  |
| Saut à la perche | Holly Bradshaw 4,75 m                                                                    | Katie Nageotte 4,68 m (SB)                                                                 | Ninon Guillon-Romarin 4,68 m                                                            |
| Saut en longueur | Lorraine Ugen 6,86 m                                                                     | Quanesha Burks 6,48 m                                                                      | Tissanna Hickling 6,47 m                                                                |
| Triple saut | Shanieka Ricketts 14,61 m                                                                | Keturah Orji 14,60 m                                                                       | Anna Jagaciak-Michalska 14,08 m                                                         |
| Lancer du poids | Gong Lijiao 19,90 m                                                                      | Paulina Guba 19,29 m                                                                       | Maggie Ewen 18,23 m                                                                     |
| Lancer du disque | Claudine Vita 62,92 m                                                                    | Su Xinyue 62,62 m                                                                          | Valarie Allman 61,10 m                                                                  |
| Lancer du marteau | Anita Włodarczyk 78,74 m (WL)                                                            | Sophie Hitchon 73,48 m (SB)                                                                | Alexandra Tavernier 73,38 m                                                             |
| Lancer du javelot | Sunette Viljoen 61,69 m                                                                  | Kara Winger 60,75 m                                                                        | Lü Huihui 60,40 m                                                                       |
| Records et Performances - AR : Record continental (area record) - CR : Record des championnats (championship record) - MR : Record du meeting (meet record) - NR : Record national (national record) - OR : Record olympique (olympic record) - PR : Record paralympique (paralympic record) - PB : Record personnel (personal best) - SB : Meilleure performance personnelle de la saison (season's best) - WL : Meilleure performance mondiale de l'année (world leader) - WJR : Record du monde junior (world junior record) - WR : Record du monde (world record) Circonstances et Conditions - DNF : N'a pas terminé (did not finish) - DNS : N'a pas pris le départ (did not start) - DQ : Disqualification (disqualification) - NM : Aucun essai valable enregistré (No Mark) - Q : Qualifié « directement » au prochain tour (ou à la prochaine compétition), lors d'une compétition majeure, grâce au classement ou à la réalisation des minima (automatic qualifier) - q : Qualifié au prochain tour (ou à la prochaine compétition), lors d'une compétition majeure, grâce au repêchage ou à la réalisation de l'une des meilleures performances parmi celles des « non qualifiés directement » (grâce au meilleur temps ou à la meilleure distance par exemple) (secondary qualifier) |                                                                                          |                                                                                            |                                                                                         |

### Classement général
| Rang | Pays           | Pts |
| ---- | -------------- | --- |
| 1    | États-Unis     | 219 |
| 2    | Pologne        | 162 |
| 3    | Royaume-Uni    | 155 |
| 4    | Jamaïque       | 153 |
| 5    | France         | 146 |
| 6    | Allemagne      | 137 |
| 7    | Afrique du Sud | 135 |
| 8    | Chine          | 81  |